# Украинский вестник
«Украинский вестник» (рус. дореф. Украинскій Вѣстникъ) — первый литературно-художественный, научный и общественно-политический ежемесячный журнал в Слободско-Украинской губернии; выходил на русском языке при Харьковском университете в 1816—1819 годах; журнал был создан по инициативе И. Срезневского, выходил под редакцией Е. Филомафитского, Р. Гонорского, Г. Успенского и Г. Квитки-Основьяненко при активном сотрудничестве П. Гулака-Артемовского. Тираж 350—500 экземпляров, был самоокупаем.

## Материалы
В «Украинском вестнике», помимо переводных материалов преимущественно из науки и искусства и статей на общекультурные, религиозные и философские темы, помещались статьи из истории Слободской Украины (М. Маркова, М. Грибовского), этнографии (А. Левшина), экономики (В. Каразина), педагогики и литературы (Р. Гонорского), литературной и театральной критики (Е. Филомафитского). Печатались произведения известных просветителей и учёных — А. Полицина, П. Любавского.
В «Украинском вестнике» впервые появились произведения П. Гулака-Артемовского «Пан и собака» и другие его басни и статьи на украинском языке. Ценные статьи о жизни и деятельности Г. С. Сковороды, в частности, воспоминания И. Вернета и Г. Гесс-де-Кальве; стихи местных поэтов в духе романтизма; юморески («Письма к издателям…») Г. Квитки-Основьяненко (псевдоним Фалалей Повинухин), его статьи о Харькове и др.
Среди публикаций в журнале также были впервые представлены такие произведения как «Гетман Хмельницкий» Н. Маркова, «О Малой России» — исторический обзор Г. Квитки-Основьяненко, «Исторические замечания о Малороссии…» М. Грабовского и другие. Среди жанров — критические обзоры, «письма к издателям», хроникальные материалы, литературные произведения.
Одним из ведущих элементов концепции журнала было расширение информации о родном крае, ознакомление читателей с историей Слободской Украины, формирование чувства любви к ней.

## Закрытие журнала
Издание журнала было прекращено в период кампании по клерикализации образования, проводившейся М. Л. Магницким и Д. П. Руничем под руководством министра народного просвещения А. Н. Голицына; последний отличался крайней подозрительностью к современной литературе и проводил с Д. П. Руничем кампанию по закрытию в Российской империи философских журналов, как противных христианскому вероучению.